# Österhagen och Bergliden
Österhagen och Bergliden är en av SCB tidigare avgränsad och namnsatt tätort i Upplands-Bro kommun i Stockholms län. Tätorten som omfattar bebyggelse i de två bostadsområdena som främst vuxit fram under 2000-talet som ett villaområde i direkt anslutning till den större tätorten Bro. Området Österhagen ligger högre upp i tätorten och Bergliden strax söder om denna. 2015 växte tätorten samman med Bros tätort.

## Kommunikationer
Området ligger ca 2,5 km från Bro pendeltågsstation som trafikeras av SL. En ny avfart till E18 i direkt anslutning till området är under uppbyggnad och kommer att stå färdigt 2017.

## Befolkningsutveckling
Orten var en småort med benämningen Kockbacka-Härnevi vid avgränsningen år 1995. År 2000 räknade SCB varken någon småort eller tätort på platsen. 2005 var Kockbacka-Härnevi återigen en småort med namnet Bergliden för att 5 år senare bli en tätort med namnet Österhagen och Bergliden.
| Befolkningsutvecklingen i Österhagen och Bergliden/Bergliden/Kockbacka-Härnevi 1990–2010 | Befolkningsutvecklingen i Österhagen och Bergliden/Bergliden/Kockbacka-Härnevi 1990–2010 | Befolkningsutvecklingen i Österhagen och Bergliden/Bergliden/Kockbacka-Härnevi 1990–2010 | Befolkningsutvecklingen i Österhagen och Bergliden/Bergliden/Kockbacka-Härnevi 1990–2010 | Befolkningsutvecklingen i Österhagen och Bergliden/Bergliden/Kockbacka-Härnevi 1990–2010 |
| ---------------------------------------------------------------------------------------- | ---------------------------------------------------------------------------------------- | ---------------------------------------------------------------------------------------- | ---------------------------------------------------------------------------------------- | ---------------------------------------------------------------------------------------- |
|                                                                                          |                                                                                          |                                                                                          |                                                                                          |                                                                                          |
| År                                                                                       |                                                                                          |                                                                                          | Folkmängd                                                                                | Areal (ha)                                                                               |
| 1995                                                                                     | 1995                                                                                     |                                                                                          | 55                                                                                       | 10#                                                                                      |
| 2005                                                                                     | 2005                                                                                     |                                                                                          | 56                                                                                       | 11#                                                                                      |
| 2010                                                                                     | 2010                                                                                     |                                                                                          | 213                                                                                      | 22                                                                                       |
| Anm.: Småort 1995 och 2005, ny tätort 2010. Sammanvuxen med Bro 2015. # Som småort.      |                                                                                          |                                                                                          |                                                                                          |                                                                                          |